# Sun Tzu
Dans ce nom chinois, le nom de famille, Sun, précède le nom personnel.
Pour les articles homonymes, voir Sun Zi (homonymie) et Sunzi.
Sun Tzu, aussi appelé Sun Tse, Sun Zi ou encore Souen Tseu (chinois simplifié : 孙子 ; chinois traditionnel : 孫子 ; pinyin : Sūn zi ; Wade : Sun1 Tzu5, prononcé /suən.ts̩/, littéralement « maître Sun »), de son vrai nom Sun Wu (孙武 / 孫武, Sūn Wǔ, Wade : Sun1 Wu3, wǔ signifiant « militaire », « martial »), est un général chinois du VIe siècle av. J.-C. (544-496 av. J.-C.).
Il est surtout populaire en tant qu'auteur de l'ouvrage de stratégie militaire le plus ancien connu : L'Art de la guerre. L'idée principale de son œuvre est que l’objectif de la guerre est de contraindre l’ennemi à abandonner la lutte, y compris sans combat, grâce à la ruse, l'espionnage, une grande mobilité et l'adaptation à la stratégie de l'adversaire. Tous ces moyens doivent ainsi être employés afin de s'assurer une victoire au moindre coût (humain, matériel). Il inaugure ainsi la théorie de l'approche indirecte.
Les idées de L'Art de la guerre ont été reprises et adaptées par différents auteurs pour la stratégie et notamment la stratégie d'entreprise. Dans un sens plus large, L'Art de la guerre peut être interprété comme une méthode de résolution des conflits.

## Sources
Les deux ouvrages détaillant le plus les exploits de Sun Zi sont les Mémoires Historiques (ou Shiji), de Sima Qian, et les Annales des Printemps et Automnes de Wu et de Yue (ou Wu Yue Chunqiu), de Zhao Ye. Il y est présenté comme un stratège militaire de la fin de la période des Printemps et des Automnes, général de l'État de Wu sous le règne du roi Helü de Wu. Ce serait lui qui aurait conçu l'attaque de Wu contre l'État de Chu. Des auteurs plus anciens, antérieurs à la dynastie Han (Xun Zi et Han Fei), mentionnent également Sun Zi en tant que stratège militaire, mais sans précision particulière sur l'auteur.

## Mystère Sun Tzu
Si L'Art de la guerre fait autorité, la vie de son auteur est pourtant un mystère et consiste surtout en hypothèses. La première considère que Sun Zi n'a jamais existé : c'est un mythe qui aurait pris naissance vers la fin des Printemps et des Automnes, prenant de l'ampleur par la suite.
Une deuxième hypothèse voit en Sun Zi un autre personnage des Royaumes combattants : Sun Bin (le contenu et la forme de L'Art de la guerre le rendraient postérieur aux Printemps et Automnes). La découverte de deux tombes Han en 1972, contenant un Art de la guerre de Sun Bin, rend cette hypothèse caduque : Sun Zi et Sun Bin seraient distincts (puisqu'il existe deux ouvrages distincts). Mais le second serait peut-être un descendant du premier.
Muting (dynastie Qing), dans Corrections sur Sun Zi, voyait, en Sun Zi, Wu Zixu. Ce dernier, originaire de Wu, serait parti pour Qi et aurait pris le nom de Sun. Un de ses descendants serait Sun Bin. Des ouvrages classiques, comme le Shiji, rejettent toutefois cette hypothèse.
Une dernière hypothèse considère que Sun Zi a bel et bien existé et qu'il était originaire de Qi dont il aurait fui les troubles pour se réfugier à Wu.

## L'art de la guerre
L’art de la guerre est un livre écrit par Sun Tzu portant sur des stratégies militaires chinoises. Dans le premier chapitre, Sun Tzu explique les cinq facteurs de supériorité. Ces cinq facteurs sont respectivement la vertu, le climat, la topographie, le commandement et l’organisation. Il explique chacun de ces facteurs en détail. Il explique dans son œuvre que la vertu est « la cohésion entre supérieurs et inférieurs » ou autrement dit, la vertu est basée sur l’endroit détenant les meilleures institutions. Il explique aussi que le climat « est déterminé par l’alternance de l’ombre et de la lumière, du chaud et du froid ainsi que par le cycle des saisons. » ce qui veut dire que le climat est basé sur les endroits avec les meilleures conditions climatiques. La topographie est déterminée par « distances et la nature du terrain, lequel peut-être accidenté ou plat, large ou resserré, propice ou néfaste.» Autrement dit, la topographie est basée sur l’endroit avec les meilleures conditions géographiques. Le commandement est déterminé par celui qui a le meilleur commandant ou général. L’organisation est basée sur l’armée la plus forte et ayant la meilleure discipline.  Son œuvre porte principalement sur des façons de vaincre l’ennemi sans faire recours à la violence et à la bataille et en minimisant les pertes (humaines ou matérielles), mais plutôt en utilisant des tactiques psychologiques comme la ruse, l’espionnage, la mobilité et l'adaptation à la stratégie de l'adversaire pour assurer sans aucun doute, la défaite de l’ennemi.
Un autre ouvrage présentant Trente-six Stratagèmes apparaîtra un siècle plus tard, reprenant diverses techniques de ruses amorcées dans l'Art de la guerre.

## Falsification et pseudépigraphie
À l'époque des Printemps et Automnes et des Royaumes combattants, les auteurs ne signaient pas leurs ouvrages et utilisaient un nom d'emprunt. C'était une pratique fort répandue dont le but était de donner une antériorité à leur œuvre et ainsi de l'auréoler d'un certain prestige en reprenant des noms de personnages du folklore. On peut estimer que le Sunzi Bingfa (L'Art de la guerre), le Daodejing, le Zhuangzi, et le Liezi ont été l’objet d'un tel procédé, ce qui laisse à penser que les pseudo-auteurs n'auraient possiblement jamais existé. Cependant, comme la plupart des auteurs qui prenaient un nom d'emprunt dans le but de valoriser leurs œuvres, on peut toujours penser que les personnages les ayant inspirés sont bien réels. Inspirés par des personnages de folklores légendaires, ils auraient signé leurs œuvres de noms de personnages anciens dont la sagesse faisait autorité. L'autre possibilité tend vers la conclusion que les œuvres en question auraient été rédigées à titre posthume par le successeur spirituel du ou des grands maîtres qui l'aurait ainsi signé de son nom.

## La légende de Sun Tzu
Sun Tzu est à l'origine un noble du royaume de Qi qui serait né vers 535-544 av. J.-C. Après l'éclatement de ce royaume, il s'installe dans le royaume de Wu. Grand érudit, il vit retiré du monde et étudie l'art guerrier. Il en tire un traité intitulé L'Art de la guerre, qu'il soumet  au roi de Wu. Celui-ci considère au départ son traité comme intéressant, mais très théorique et dépourvu de valeur pratique.
Sun Tzu propose au roi de démontrer le réalisme de son travail, grâce à des exercices militaires réalisés à l'aide de 180 domestiques royaux. Ainsi, le personnel royal est divisé en deux équipes, dont deux concubines du roi jouent le rôle des capitaines.
Malheureusement l'exercice n'est pas pris au sérieux et Sun Tzu ordonne l'exécution des concubines du roi, les rendant responsables de la débâcle générale. Opiniâtre, le stratège militaire finit par arriver au bout de sa démonstration : le roi se laisse convaincre de sa valeur et le nomma général. En tant que général, Sun Tzu réalise de multiples conquêtes. Il s'empara notamment de l'ouest de Chu et du nord de la Chine.
Sun Tzu brille non seulement en tant que général, mais aussi en léguant aux générations futures treize chapitres permettant de résumer l'art de la guerre. Ce traité porte non seulement sur la stratégie, mais aussi sur la psychologie de l'ennemi ou l'utilisation des conditions météorologiques et topographiques pour en tirer le meilleur parti. Son principe fondamental, extrêmement novateur, est la « conquête des armées adverses sans livrer bataille »,.
L'Art de la guerre est aussi un traité de sagesse qui conseille aux dirigeants de mener uniquement les guerres jugées nécessaires pour la protection de leur peuple, de ne pas se laisser guider par la colère dans les prises de décisions et d'éviter le conflit armé autant que possible, voire de comprendre le vrai sens de la vie et ne plus faire usage des armes. Certains auteurs en tirent même des applications pour la vie moderne et le monde des affaires.

## Le personnage historique: Sun Bin
Sun Bin serait né vers 316 av. J.-C., soit environ deux siècles après Sun Tzu. Il est considéré comme étant un des plus grands stratèges de Chine et pourrait être descendant de Sun Tzu. Dès l'enfance, il avait d'incroyables talents : il était capable de réciter l'art de la guerre de Sun Tzu, textuellement, ainsi que de nombreux autres livres de la culture classique chinoise.

## La philosophie de Sun Tzu
Sun Tzu est un incroyable stratège de guerre et s'est fait remarquer pour ses tactiques de combat. Oubliant la morale et la justice envers l'ennemi, Sun Tzu considère la victoire trop importante pour faire la guerre à la loyale. Faire croire à l'ennemi qu'il a l'avantage et se montrer mauvais stratège est la meilleure façon de gagner des batailles, comme il l'explique dans ce passage de L'Art de la guerre :

« Quand nous serons près de l'ennemi, nous devons faire croire que nous en sommes loin; éloignés, le persuader que nous sommes près… Appâtez l'ennemi : feignez le désordre et écrasez-le… »

Sun Tzu prône la réflexion et la préparation au lieu de la réaction basée sur des sentiments de supériorité ou d'infériorité. Il entend démontrer dans L'Art de la guerre que cette doctrine de la discipline, lorsqu'elle est appliquée, permet des victoires écrasantes et la domination des champs de bataille. De plus, Sun Tzu considère que le commandant d'une armée se doit d'être exemplaire : en particulier, il doit se montrer serein et impénétrable,.
Selon Yann Couderc, un aspect très important pour s’assurer la victoire que Sun Tzu traite dans  L’Art de la guerre est la connaissance que doit posséder un général. Il est important aussi de noter que ce stratège avait une définition très moderne de ce concept, pour son époque. La connaissance va, par la suite, être divisée en plusieurs sous-catégories bien distinctes, la connaissance de son adversaire, la connaissance de soi et la connaissance de son environnement.
Plusieurs passages de L’Art de la guerre sont dédiés à l’acquisition de renseignement sur l’adversaire. Les tactiques qu’il présente sont par exemple, l’espionnage (qu’il juge indispensable), pousser l’ennemi à l’action pour voir ses techniques, examiner ses plans et bien plus. Il est aussi important d’être au courant des forces environnantes qui pourraient s’allier avec l’ennemi,,.
Cependant, même si Sun Tzu considère qu’il est primordial pour obtenir la victoire de connaître son ennemi, il juge que se connaître soi-même est encore plus important, puisqu’être conscient de ses faiblesses va permettre de résister aux tentatives de manipulation d’un ennemi.  « Qui connaît l’autre et se connaît en cent combats ne sera point défait ; qui ne connaît l’autre, mais se connaît sera vainqueur une fois sur deux ; qui ne connaît pas plus l’autre qu’il ne se connaît sera toujours défait. » (Chapitre 3). Cependant se connaître soi-même n’est pas suffisant, il est aussi primordial pour un stratège de connaître ses troupes et d’être conscient de la lucidité de celles-ci,.
De plus, Sun Tzu va particulièrement insister sur la connaissance de l’environnement, qui relève de la responsabilité du général. Ce conseiller va juger ces notions si importantes qu’il va dédier deux chapitres de son traité militaire « L’art de la Guerre » à la connaissance de l’environnement où il va même expliquer l’utilité des différents types de terrains. « Qui ignore la nature du terrain – montueux ou boisé, accidenté ou marécageux – ne pourra faire avancer ses troupes ; qui ne sait faire usage d’éclaireurs sera dans l’incapacité de profiter des avantages topographiques. » (Chapitre 7) Selon lui, il est important de connaître le terrain où ses troupes vont combattre pour pouvoir préparer les manœuvres, mais aussi afin de savoir quel endroit serait plus avantageux pour soi et y attirer l’ennemi. La connaissance du terrain est si importante pour Sun Tzu que selon lui, elle seule, pourrait déterminer la victoire ou la défaite. « Qui connaît l’autre et se connaît ne sera point défait ; qui connaît Ciel et Terre volera de victoire en victoire. » (Chapitre 10),

## Usage de la philosophie Sun Tzu à l’époque moderne
La doctrine de Sun Tzu a été rédigée et employée lors de la période des Royaumes combattants, où la grande majorité des affrontements militaires opposaient différentes factions issues d’un même royaume : il s'agissait donc de conflits entre voisins partageant les mêmes ambitions, valeurs et traditions, et ayant tous pour objectif la restauration de l’unité perdue. Pourtant à l’époque moderne, elle n'a été appliquée qu'à un type de conflit : la guerre asymétrique.
Notion déjà étudiée par Sun Tzu, elle s'applique à la plupart des luttes révolutionnaires, comme en Colombie où L'Art de la guerre a été utilisé par les guérilleros des FARC. Ils en ont surtout retenu l'importance du renseignement, de l'espionnage et de la ruse. L'influence de Sun Tzu sur ces mouvements révolutionnaires s'est notamment accrue sous l'action de la Chine, qui, dans les années 1960 et 1970, a traduit les écrits de Sun Tzu en espagnol et a vigoureusement assuré leur diffusion dans tous les pays d’Amérique latine afin d'y soutenir les combattants communistes dans un contexte de guerre froide.